# Плотичное
Плотичное — деревня в Вындиноостровском сельском поселении Волховского района Ленинградской области.

## История
Посёлок Плотичное учитывается областными административными данными с 1 января 1928 года в составе Вындиноостровского сельсовета Волховского района.
Согласно данным переписи населения СССР 1926 года в посёлке Плотишно Вындиноостровского сельсовета Пролетарской волости Волховского уезда проживали 39 человек — большинство русские, а также литовцы.
По данным 1933 года это была уже деревня, которая называлась Плотично и также входила в состав Вындиноостровского сельсовета Волховского района.

План деревни Плотично. 1941 год

Согласно топографической карте РККА 1941 года деревня называлась Плотишно и насчитывала 15 дворов.
С 1950 года в составе Волховского сельсовета.
В 1958 году население деревни Плотичное составляло 107 человек.
В 1961 году население деревни Плотичное составляло 105 человек.
По данным 1966, 1973 и 1990 годов деревня Плотичное также входила в состав Волховского сельсовета Волховского района.
В 1997 году в деревне Плотичное Вындиноостровской волости проживали 32 человека, в 2002 году — 39 человек (все русские)
В 2007 году в деревне Плотичное Вындиноостровского СП — 38.

## География
Деревня расположена в юго-западной части района на автодороге 41А-006 (Зуево — Новая Ладога).
Расстояние до административного центра поселения — 3 км.
Через деревню проходит железнодорожная линия Волховстрой I — Чудово и находится остановочный пункт, платформа Гостинополье.
Деревня находится на левом берегу реки Волхов и правом берегу реки Ждановки.

## Демография
| 2002 | 2007 | 2010 | 2017 |
| ---- | ---- | ---- | ---- |
| 39   | ↘38  | ↘32  | →32  |

### Национальный состав
Согласно данным Всероссийской переписи населения 2021 года в деревне проживали 16 человек, все русские.

## Улицы
Дорожная, Лесная.